# Telmatoscopus grata
Telmatoscopus grata är en tvåvingeart som beskrevs av Quate 1967. Telmatoscopus grata ingår i släktet Telmatoscopus och familjen fjärilsmyggor. Inga underarter finns listade i Catalogue of Life.